# Idioma sharanahua
El lengua sharanahua es un idioma perteneciente a la familia lingüística pano, hablado principalmente en Perú. Este idioma se encuentra vivo en diversas comunidades nativas situadas a lo largo de los ríos Purús y Curanja, dentro del departamento de Ucayali. Históricamente, se ha referido a esta lengua como onicoin, aunque actualmente los hablantes nativos prefieren denominarla sharanahua. Además de Perú, una significativa cantidad de hablantes de sharanahua reside en Brasil, y existe un grupo menor en Bolivia.
En Perú, el sharanahua ha sido reconocido como lengua oficial del distrito de Purús, que se encuentra en la provincia homónima, también en el departamento de Ucayali.

## Aspectos históricos, sociales y culturales

### Variantes
La lengua sharanahua, hablada en Perú, exhibe diversas variantes regionales que enriquecen su diversidad lingüística. Estas variantes incluyen el sharanahua propiamente dicho, el marinahua, el mastanahua y el chandinahua. Cada una de estas variedades presenta características fonéticas, gramaticales y léxicas propias.

### Población hablante
La lengua sharanahua cuenta con un total de 573 hablantes a nivel nacional, distribuidos entre 280 hombres y 293 mujeres. De acuerdo con los datos de los Censos Nacionales de 2017 realizados por el INEI, entre los hablantes de sharanahua, 2 personas se autoidentificaron como marinahuas, 86 como mastanahuas y 285 como sharanahuas, lo que refleja la diversidad y distribución de las variantes de esta lengua dentro de la población.[cita requerida]

### Grado de vitalidad
Según el Ministerio de Educación (2018), la lengua sharanahua es una lengua vital.

## Escritura
El idioma sharanahua posee un alfabeto oficial que fue establecido a través de la Resolución Directoral No 0096-2013-ED y reafirmado por la Resolución Ministerial Nº 303-2015-MINEDU, fechada el 12 de junio de 2015. 
Este alfabeto consta de 20 grafías, que incluyen diecinueve letras tanto simples como compuestas. Las letras son: a, c, ch, f, hu, i, j, m, n, o, p, qu, r, s, sh, t, ts, u, y. La pronunciación de estas letras sigue en gran medida las normas del español, aunque existen algunas excepciones únicas a la fonología sharanahua. Para quienes estén interesados en profundizar en el aprendizaje de este idioma, el Vocabulario sharanahua-castellano publicado por el Instituto Lingüístico de Verano en 2004 es un recurso recomendado. [cita requerida]

## Otras denominaciones
Tradicionalmente conocida como onicoin, esta lengua es actualmente preferida por sus hablantes bajo el nombre de sharanahua. 
- Variantes del nombre incluyen: Xaranauá, noco caifo, no fóshu, no oshia y marinahua.[5]